# Nerium oleander
L'oleandro (Nerium oleander L., 1753) è un arbusto sempreverde appartenente alla famiglia delle Apocinacee. È l'unica specie nota del genere Nerium.

## Descrizione

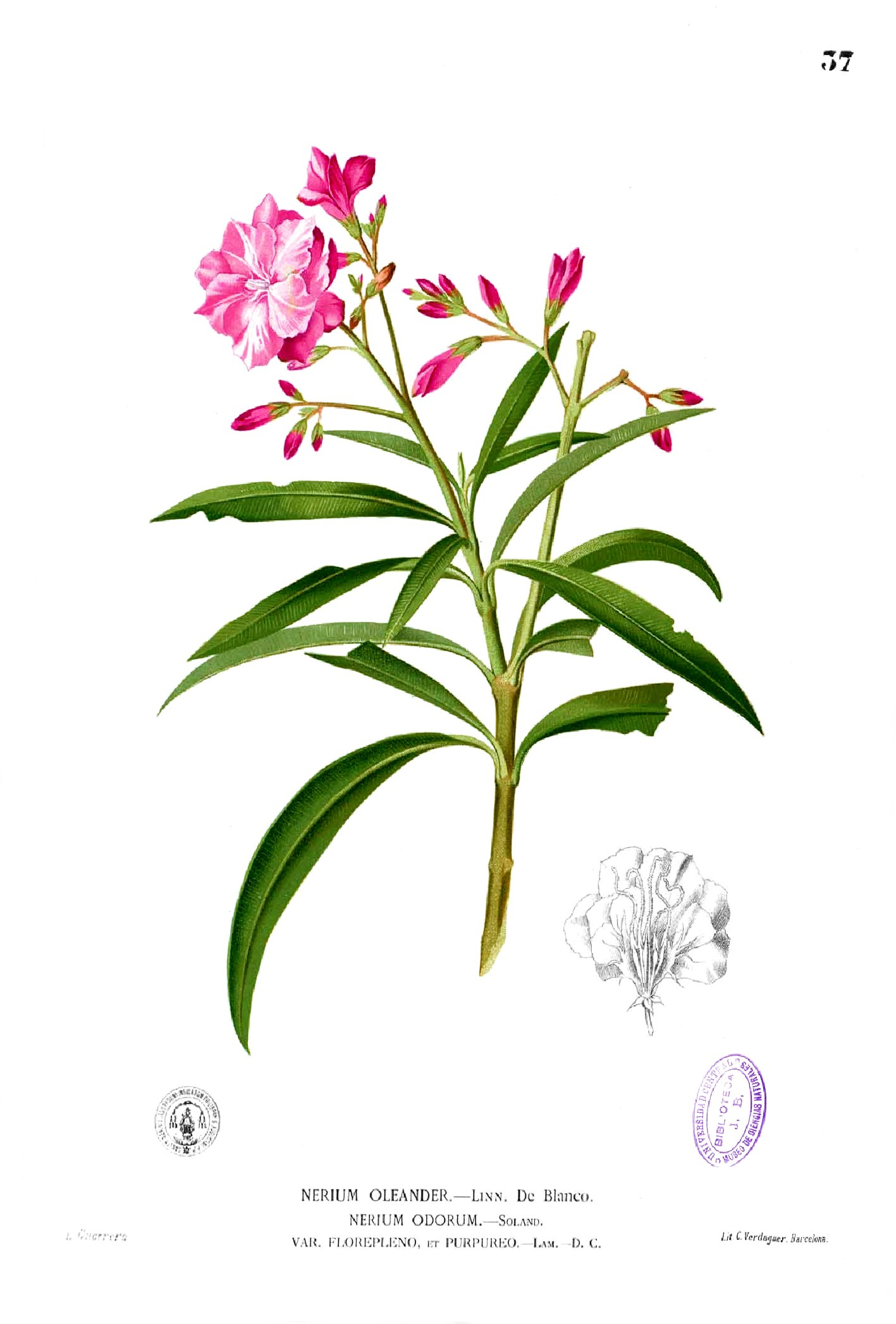
Tavola botanica

L'oleandro ha un portamento arbustivo, con fusti generalmente poco ramificati che partono dalla ceppaia, dapprima eretti, poi arcuati verso l'esterno. I rami giovani sono verdi e glabri. I fusti e i rami vecchi hanno una corteccia di colore grigiastro.
Le foglie, velenose come i fusti, sono glabre e coriacee, disposte a verticilli di 2-3, brevemente picciolate, con margine intero e nervatura centrale robusta e prominente. La lamina è lanceolata, acuta all'apice, larga 1–2 cm e lunga 10–14 cm.
I fiori sono grandi e vistosi, a simmetria raggiata, disposti in cime terminali. Il calice è diviso in cinque lobi lanceolati, di colore roseo o bianco nelle forme spontanee. La corolla è tubulosa e poi suddivisa in 5 lobi, di colore variabile dal bianco al rosa e al rosso carminio. Le varietà coltivate sono a fiore doppio e sono quasi tutte profumate. L'androceo è formato da 5 stami, con filamenti saldati al tubo corollino. L'ovario è supero, formato da due carpelli pluriovulari. La fioritura è abbondante e scalare, ha inizio nei mesi di aprile o maggio e si protrae per tutta l'estate fino all'autunno.
Il frutto è un follicolo fusiforme, stretto e allungato, lungo 10–15 cm. A maturità si apre longitudinalmente lasciando fuoriuscire i semi. Il seme ha dimensione variabile dai 3 ai 5 mm di lunghezza e circa 1 mm di diametro ed è sormontato da una peluria disposta ad ombrello (impropriamente detta pappo) che permette al seme di essere trasportato dal vento anche per lunghe distanze.

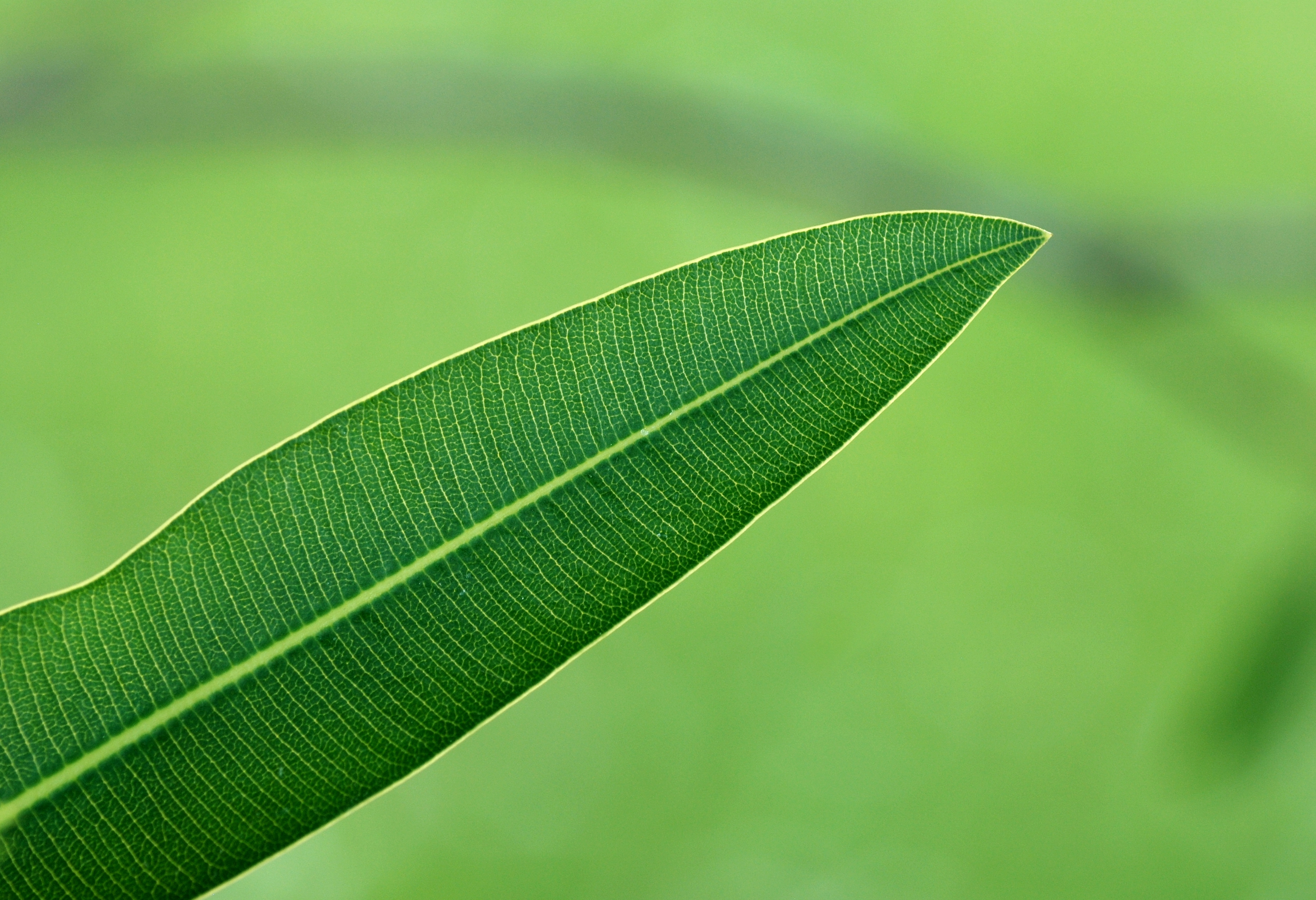
Foglia di oleandro (particolare)
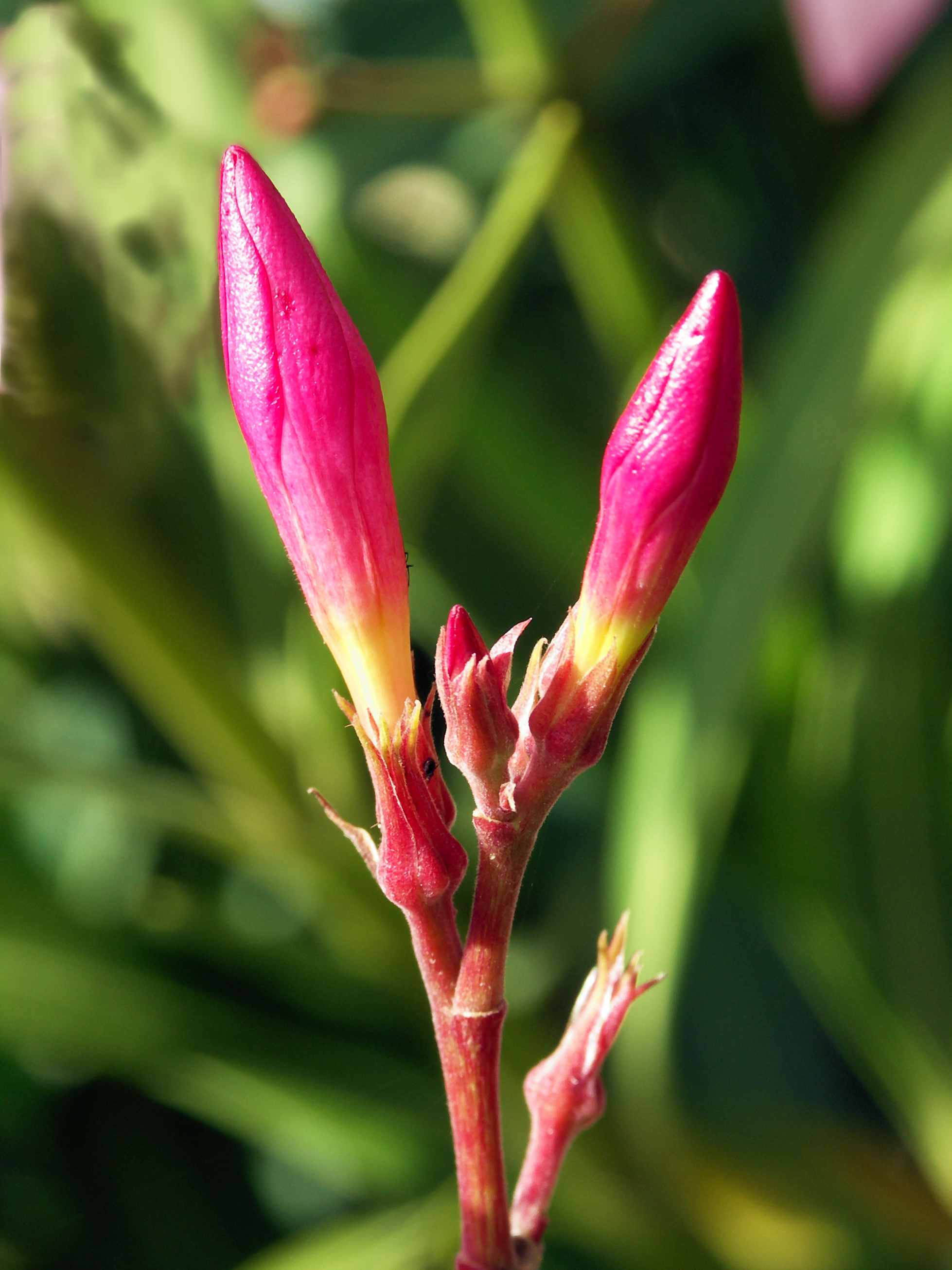
Boccioli di oleandro
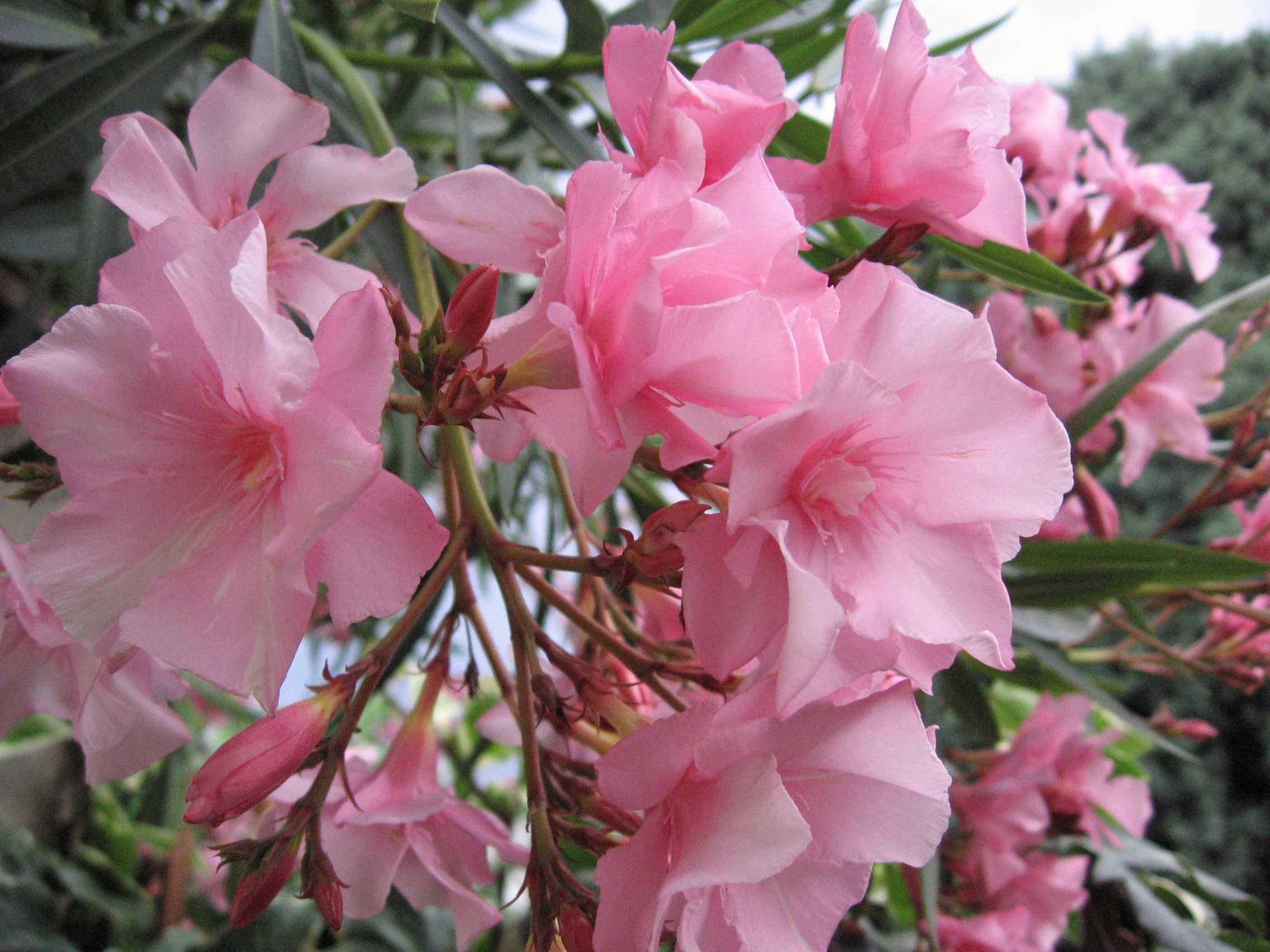
Fiori di oleandro
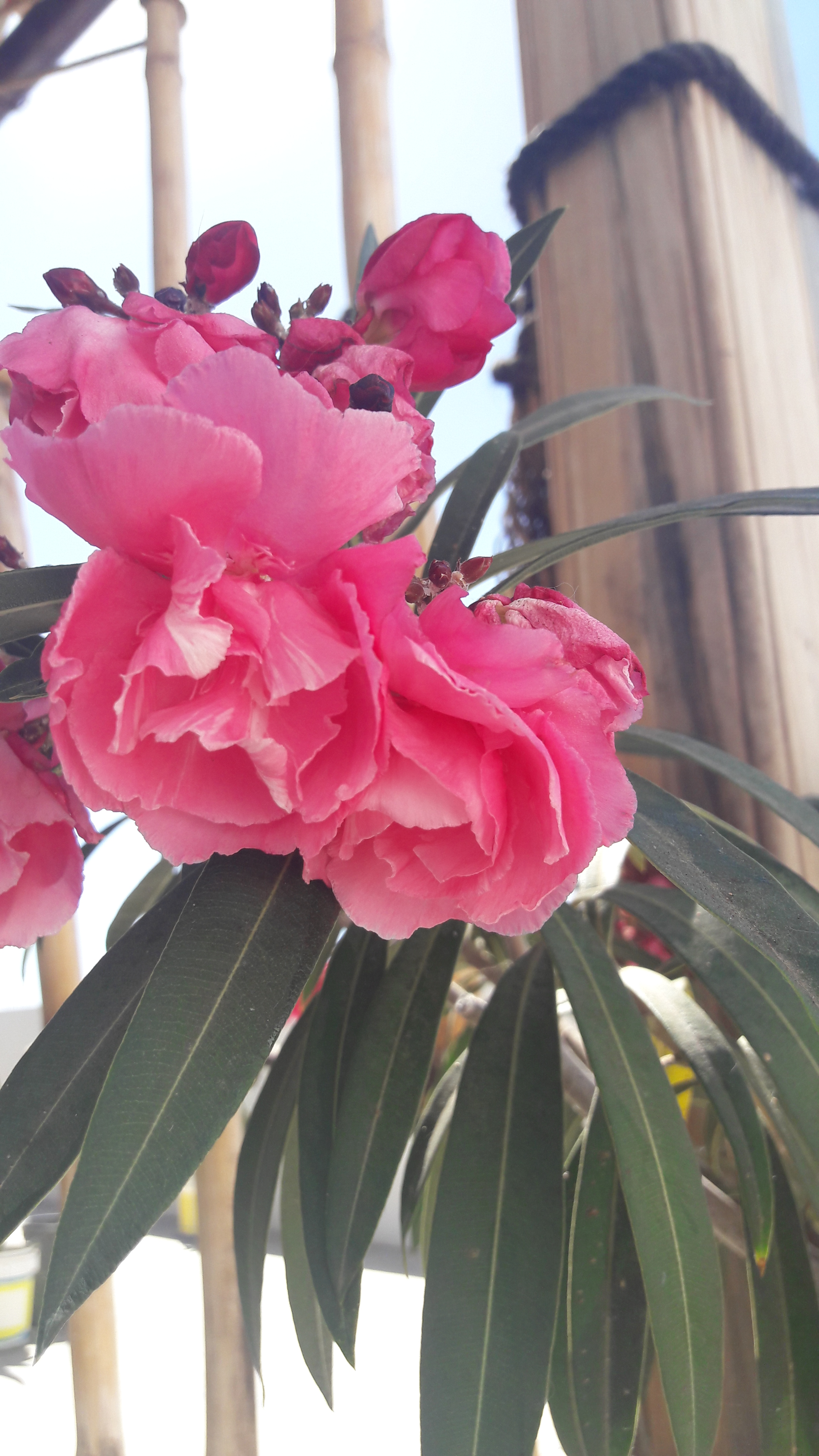
Fiori di oleandro (dettaglio)
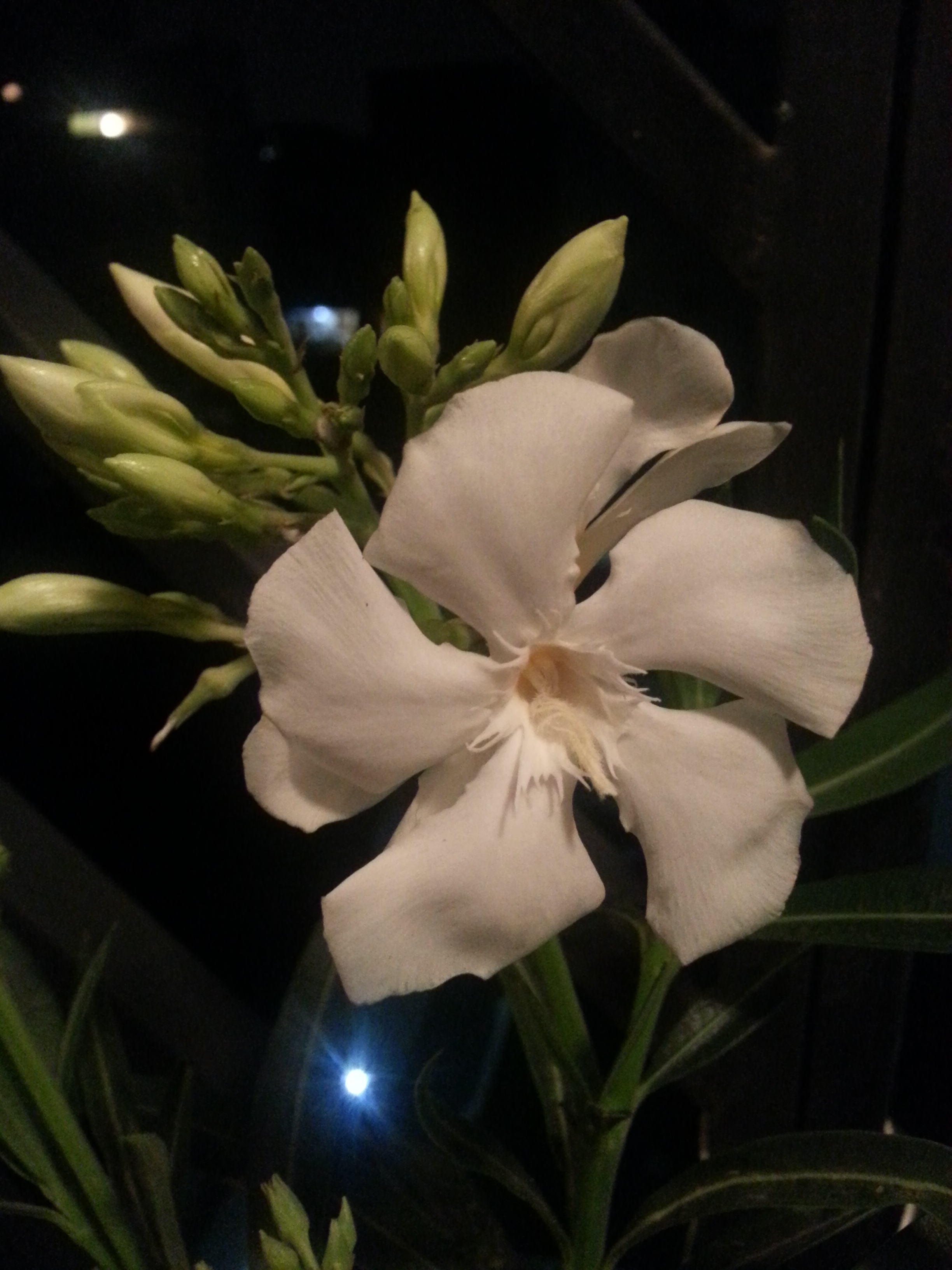
Varietà a fiore bianco. Fiori disposti in cime terminali
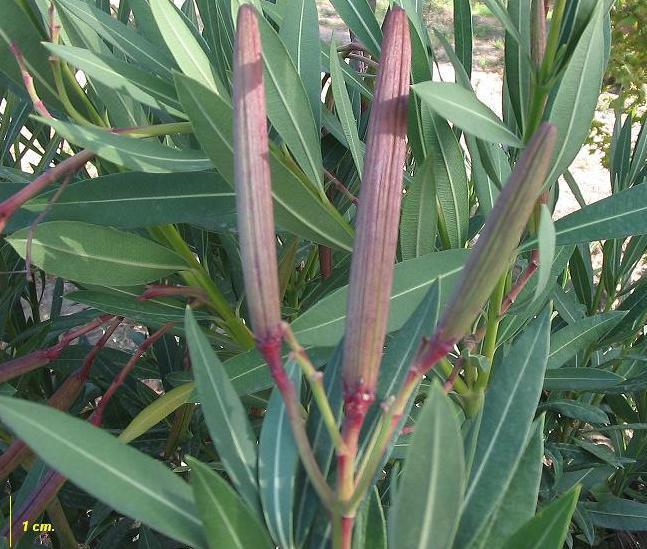
Frutti dell'oleandro
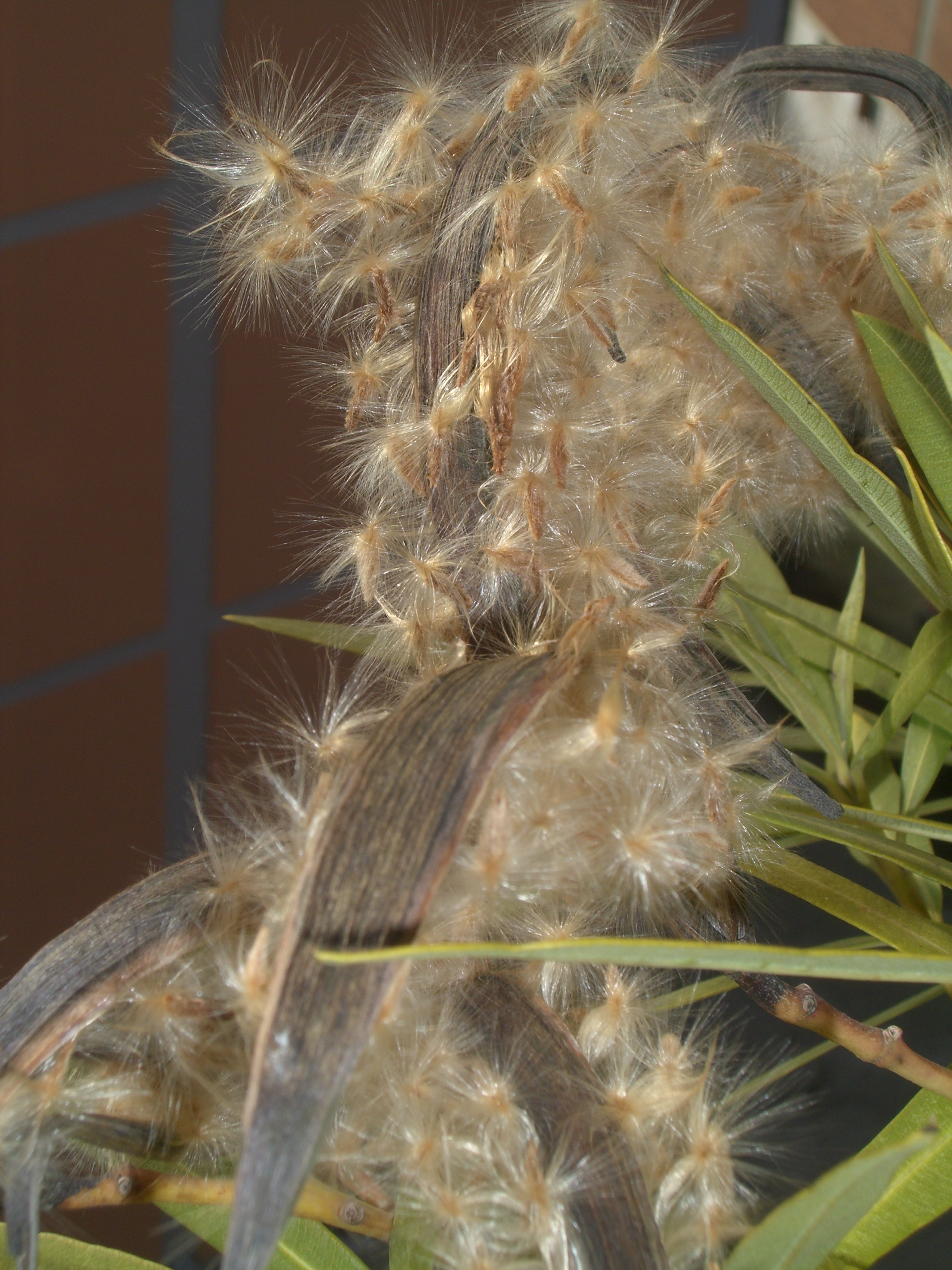
Semi a frutto maturo

## Distribuzione e habitat
L'oleandro ha un areale piuttosto vasto che si estende nella fascia temperata calda dal Giappone al bacino del Mediterraneo. In Italia vegeta spontaneamente nella zona fitoclimatica del Lauretum presso i litorali, inoltrandosi all'interno fino ai 1000 metri d'altitudine lungo i corsi d'acqua. In effetti si tratta di un elemento comune e inconfondibile della vegetazione riparia degli ambienti mediterranei, quasi sempre associato ad altre specie riparie quali l'ontano, la tamerice, l'agnocasto. S'insedia sia sui suoli sabbiosi alla foce dei fiumi o lungo la loro riva, sia sui greti sassosi, formando spesso una fitta vegetazione.
L'associazione vegetale riparia con una marcata presenza dell'oleandro è una particolare cenosi vegetale che prende il nome di macchia ad oleandro e agnocasto, di estensione limitata. Si tratta di una naturale prosecuzione dell'oleo-ceratonion, dal momento che le due cenosi gradano l'una verso l'altra con associazioni intermedie che vedono contemporaneamente la presenza dell'oleandro e di elementi tipici della macchia termoxerofila (lentisco, carrubo, mirto, ecc.). Un caso singolare, forse unico in natura, si rinviene nella Gola di Gorropu fra il Supramonte di Orgosolo e quello di Urzulei in Sardegna: in questo caso la macchia ad oleandro e agnocasto si inoltra fino ai 1000 metri, confinando con la lecceta primaria.

## Coltivazione
L'oleandro è una specie termofila ed eliofila, abbastanza rustica. Trae vantaggio dall'umidità del terreno rispondendo con uno spiccato rigoglio vegetativo, tuttavia ha caratteri xerofitici dovuti alla modificazione degli stomi fogliari che gli permettono di resistere a lunghi periodi di siccità. Teme il freddo, pertanto in ambienti freddi fuori dalla sua zona fitoclimatica deve essere posto in luoghi riparati e soleggiati. Viene coltivato in tutta Italia a scopo ornamentale e spesso è usato lungo le strade perché non richiede particolari cure colturali.
Nonostante il portamento cespuglioso per natura, può essere allevato ad albero per realizzare viali alberati suggestivi per la fioritura abbondante, lunga e variegata nei colori. In questo caso richiede frequenti interventi di spollonatura per rimuovere i polloni basali emessi dalla ceppaia.

## Avversità
Tra le avversità tipiche di questa pianta si annovera la rogna dell'oleandro, una patologia batterica causata da Pseudomonas savastanoi, la quale viene curata attraverso la potatura della parte malata e la successiva somministrazione di battericidi.

## Farmacognosia

L'oleandrina, una tossina presente nell'oleandro

L'oleandro è una delle piante più tossiche che si conoscano. Tutta la pianta (foglie, corteccia, semi) è tossica per qualsiasi specie animale. Se ingerita porta a:
- bradicardia ed iperventilazione;
- disturbi gastrici, tra cui vomito, nausea e pirosi retrosternale;
- disturbi sul sistema nervoso centrale, tra cui sonnolenza, manifestazioni motorie patologiche.[5]

Responsabile di questa estrema tossicità sono glicosidi cardioattivi, nello specifico oleandrina, oleandrigenina, adynerina, digitoxigenina, folinerina e rosagenina. L'effetto principale dei glicosidi cardiotossici è l'inotropia positiva. I glicosidi si legano all'ATPasi transmembrana del sarcolemma delle cellule muscolari cardiache (Na+/K+ATPasi) e competono con gli ioni K+, inattivando l'enzima. Ciò comporta un accumulo di ioni Na+ e Ca2+ nelle cellule muscolari cardiache, portando a contrazioni cardiache più forti e veloci. Inoltre, l'aumentata quantità di ioni K+ extracellulari può portare a iperkaliemia anche letale. Pertanto, le caratteristiche cliniche dell'avvelenamento da oleandro sono simili alla tossicità da digossina e includono nausea e vomito a causa della stimolazione dell'area postrema del midollo allungato, disturbi neuropsichici e manifestazioni motorie patologiche. I glicosidi cardiotossici sono anche responsabili della stimolazione del nervo vago (che porta a bradicardia sinusale) e del nervo frenico (che porta a iperventilazione), e bradi- e tachiaritmie letali, incluso asistolia e fibrillazione ventricolare.
La gravità dell'intossicazione può variare in base alla quantità ingerita e alla risposta fisiologica individuale, nonché al tempo di insorgenza dei sintomi dopo l'ingestione di oleandro: possono verificarsi rapidamente dopo aver bevuto tè preparati con foglie o radici di oleandro o svilupparsi più lentamente a causa dell'ingestione di parti della pianta non preparate.
Altre piante che si trovano in natura, che contengono glicosidi cardioattivi con similari proprietà, sono la digitale purpurea ed il mughetto.
Le specie animali più colpite sono gli equini, i bovini e i piccoli carnivori. Nel cavallo abbiamo anche la comparsa di gravi e profonde lesioni a livello della mucosa orale.
Le sue proprietà tossiche sono state usate come "arma" per l'omicidio descritto nel film White Oleander.
Inoltre la storia ci racconta che diversi soldati delle truppe napoleoniche morirono per avvelenamento dopo aver usato rami di oleandro come spiedi nella cottura della carne alla brace, durante le campagne militari in Italia.